# Neo-Anarchismus
Der Begriff Neo-Anarchismus (Neuer Anarchismus) beschreibt keine inhaltlich neue Kategorie oder theoretische Strömung, sondern bezeichnet die neuen Erscheinungsformen des Anarchismus in Deutschland, die sich ab den 1960er Jahren herausbildeten.

## Entwicklungsgeschichte
Obwohl die Existenz anarchistischer Gruppen und Individuen während des Dritten Reiches und in der Nachkriegszeit nachweisbar ist, schien der Anarchismus in Deutschland als gesellschaftspolitisch relevante Theorie und Praxis seit dem Ende der Weimarer Republik verschwunden zu sein. Im Zusammenhang mit der Entwicklung und Radikalisierung der Studentenbewegung und der außerparlamentarischen Opposition (APO) kam es seit Mitte der 1960er Jahre in der BRD und West-Berlin zu einer Renaissance des Anarchismus. Mit Bezug auf die unterbrochene und nicht mehr sichtbare historische Tradition wird dieser im Folgenden als Neo-Anarchismus bezeichnet.
Dies ist sein entscheidendes Charakteristikum: Der Neo-Anarchismus entwickelte sich nicht aus dem traditionellen Anarchismus. Weder in personeller noch in organisatorischer Hinsicht bestand eine Kontinuität. Es gibt keinerlei Hinweise darauf, dass traditionelle altanarchistische Gruppen mit Erfolg entsprechendes Gedankengut in die APO hineingetragen hätten.
Der Anarchismus war eine zersplitterte Bewegung, bestehend aus kleinen, politisch völlig bedeutungslosen Gruppen. Diese standen größtenteils dem Auftreten von anarchistischen Positionen im Theoriebildungsprozess der APO und später auch einer neuen anarchistischen Bewegung anfangs ratlos, dann distanziert und sogar ablehnend gegenüber.
Einzelne Initiativen wie der „Arbeitskreis der Freunde Gustav Landauers“ um Uwe Timm in Hamburg und die „Sozialphilosophische Arbeitsgemeinschaft“ um Timm und Reinhold Ellenrieder in Westberlin bildeten die eher erfolglosen Versuche der Zusammenarbeit von Alt und Jung und waren die Ausnahme. Im Großen und Ganzen scheiterten die Kontaktversuche zwischen alten und jungen Anarchisten nicht zuletzt aufgrund ihrer unterschiedlichen kulturellen Milieus.
Die Jungen empfanden sich als Teil der allgemeinen antiautoritären Jugendrevolte, die während der 1960er Jahre angetreten war, alle tradierten gesellschaftlichen Werte in Frage zu stellen. Kommunen, freie Sexualität, Rockmusik und Drogenkonsum stießen auch bei diesen Vertretern der älteren Generation auf weitgehendes Unverständnis.
Neben dem Generationskonflikt existierten zwischen Alt und Jung auch theoretische Differenzen. Aufgrund ihrer theoretischen Herkunft aus der antiautoritären Studentenbewegung fühlten sich die jungen Anarchisten anfangs auch in kritischer Weise der neomarxistischen Kritischen Theorie verpflichtet. Dies wirkte auf die alten Anarchisten schockierend, die dem Marxismus generell in jeder Form entschieden feindlich gegenüberstanden. Sie hatten den historischen Gegensatz beider Strömungen – nicht zuletzt aufgrund ihrer zum Teil persönlichen Erfahrungen mit dem real existierenden Sozialismus in der DDR – zutiefst verinnerlicht. Eine Ursache dieses Konflikts lag in den eher akademischen Wurzeln des Neo-Anarchismus.
Das Zentrum der kritischen sozialistischen Theoriebildung in der BRD und Westberlin war seit dem Anfang der 1960er Jahre der Sozialistische Deutsche Studentenbund (SDS), der zunächst der marxistischen Tradition verpflichtet war. Die Protagonisten des studentischen Protests, meist SDS-Mitglieder, stießen, grundsätzlich vom marxistischen Denken geprägt, über die Vermittlung von Kritischer Theorie, linksmarxistischem Dissidententum und Rätekommunismus schrittweise auf anarchistische Inhalte. So lässt sich erklären, dass es im SDS in den 1960ern zu einem antiautoritären Flügel kam.
Aus der Studentenbewegung kommend knüpfte der Neo-Anarchismus erst 1969 teilweise an die historische Tradition des Anarchismus an. Mit der Auflösung des antiautoritären Konsens der APO setzte ein Fraktionierungsprozess der Neuen Linken ein, in dessen Verlauf sich sehr unterschiedliche Strömungen herauskristallisierten. Ein Teil wandte sich wieder traditionellen Konzepten der Arbeiterbewegung zu (DKP, SPD, Gewerkschaften). Daneben entstanden die K-Gruppen als neue autoritär-etatistische Organisationen. Abgesehen davon differenzierte sich die Neue Linke in weitere Gruppierungen, von denen sich jede als Keimzelle einer neuen Bewegung empfand und Zulauf aus Kreisen der Schüler, Jungarbeiter und anderer Anhänger der APO erhielt.
Demgegenüber versuchte die Undogmatische Linke das antiautoritäre Erbe der Revolte fortzuführen. Neben dem Sozialistischen Büro, einem Zusammenschluss von Intellektuellen, der einen Mittelweg zwischen autoritär-bürokratischen Organisationsvorstellungen und blinder bzw. reiner Spontaneität („Sponti“) suchte, entwickelte sich langsam das vielseitige Spektrum der Neuen sozialen Bewegungen (z. B. Frauen-, Hausbesetzer- und Ökologiebewegung). Deren Theorie und Praxis enthielt, oft auch unbewusst, anarchistische Elemente. Zugleich formierte sich eine autonome antiautoritäre Bewegung, die sich eher selektiv auf klassische anarchistische Konzeptionen berief und theoretisch wie organisatorisch immer noch beeinflusst vom Antiautoritarismus der Studentenrevolte bewusst traditionslos blieb. Das Spektrum reichte dabei von einer politischen anarchistischen Hauptströmung bis zu eher emotional orientierten subkulturell-anarchistischen Initiativen.
Aufgrund der verbreiteten Experimentierfreudigkeit und starker Fluktuation zwischen den Gruppierungen sind eindeutige inhaltliche Zuordnungen und Abgrenzungen nahezu unmöglich. Indifferenz war ein entscheidendes Charakteristikum der neoanarchistischen Bewegung, wie es z. B. in der folgenden Selbstverständniserklärung junger Anarchisten vom Oktober 1972 zum Ausdruck kommt: „Wir bezeichnen als Anarchismus ein breites Spektrum revolutionär-emanzipatorischer Bewegungen mit antiautoritär-libertärem Charakter. (…) Selbst innerhalb der sich anarchistisch nennenden Bewegung finden wir analog zu den unterschiedlichen Strömungen (…) eine beachtliche Begriffsverwirrung des Wortes. Deshalb ist das Kriterium die antiautoritär-emanzipatorische Praxis.“